# Микаэльсен, Ян
Ян Микаэльсен (дат. Jan Michaelsen; род. 28 ноября 1970, Нант, метрополия Франции) — датский футболист, играл на позиции защитника за «Нествед», «ХБ Кёге», «АБ», «Люн» и «Силькеборг». Его отец, Аллан, также был профессиональным футболистом.

## Карьера

### Клубная
Микаэльсен начал профессиональную карьеру в 1990 году, в клубе из второго дивизиона Дании «Свендбурге». Поиграв один сезон, перешёл в «Ванлёсе». Через два года перешёл в ещё один клуб из второго дивизиона, «Хеллеруп». В 1996 году на 5 лет перешёл в клуб из Суперлиги Дании «АБ». В сезоне 200/2001 помог клубу дойти до финала Кубка Дании. В матче финала был признан лучшим игроком. В 2002 году подписал контракт с греческим «Панатинаикосом», за который сыграл 44 матча и забил 3 гола. В сезоне 2003/04 выиграл с клубом чемпионат Греции и был включен в сборную чемпионата, выиграл Кубок Греции. Последним клубом был норвежский «Хам-Кам», за который провёл 72 матча и забил 6 голов.

### Сборная
За Сборную Дании провёл 20 матчей и забил один гол — 6 октября 2001 в отборочном турнире чемпионата мира 2002 в ворота Исландия (6:0). Играл на чемпионате мира 2002 в Японии и Южной Корее.

## Статистика

### Матчи Микаэльсена за сборную Дании
| Матчи Микаэльсена за сборную Дании | Матчи Микаэльсена за сборную Дании | Матчи Микаэльсена за сборную Дании | Матчи Микаэльсена за сборную Дании | Матчи Микаэльсена за сборную Дании | Матчи Микаэльсена за сборную Дании                              |
| ---------------------------------- | ---------------------------------- | ---------------------------------- | ---------------------------------- | ---------------------------------- | --------------------------------------------------------------- |
| №                                  | Дата                               | Соперник                           | Счёт                               | Голы Микаэльсена                   | Соревнование                                                    |
| 1                                  | 2 сентября 2000                    | Исландия                           | 2:1                                | —                                  | Чемпионат мира 2002 (отбор) Чемпионат Северной Европы 2000—2001 |
| 2                                  | 11 октября 2000                    | Болгария                           | 1:1                                | —                                  | Чемпионат мира 2002 (отбор)                                     |
| 3                                  | 15 ноября 2000                     | Германия                           | 2:1                                | —                                  | Товарищеский матч                                               |
| 4                                  | 25 апреля 2001                     | Словения                           | 3:0                                | —                                  | Товарищеский матч                                               |
| 5                                  | 15 августа 2001                    | Франция                            | 0:1                                | —                                  | Товарищеский матч                                               |
| 6                                  | 5 сентября 2001                    | Болгария                           | 2:0                                | —                                  | Чемпионат мира 2002 (отбор)                                     |
| 7                                  | 6 октября 2001                     | Исландия                           | 6:0                                | 1                                  | Чемпионат мира 2002 (отбор)                                     |
| 8                                  | 10 ноября 2001                     | Нидерланды                         | 1:1                                | —                                  | Товарищеский матч                                               |
| 9                                  | 13 февраля 2002                    | Саудовская Аравия                  | 1:0                                | —                                  | Товарищеский матч                                               |
| 10                                 | 17 апреля 2002                     | Израиль                            | 3:1                                | —                                  | Товарищеский матч                                               |
| 11                                 | 17 мая 2002                        | Камерун                            | 2:1                                | —                                  | Товарищеский матч                                               |
| 12                                 | 21 августа 2002                    | Шотландия                          | 1:0                                | —                                  | Товарищеский матч                                               |
| 13                                 | 7 сентября 2002                    | Норвегия                           | 2:2                                | —                                  | Чемпионат Европы 2004 (отбор)                                   |
| 14                                 | 20 ноября 2002                     | Польша                             | 2:0                                | —                                  | Товарищеский матч                                               |
| 15                                 | 12 февраля 2003                    | Египет                             | 4:1                                | —                                  | Товарищеский матч                                               |
| 16                                 | 29 марта 2003                      | Румыния                            | 5:2                                | —                                  | Чемпионат Европы 2004 (отбор)                                   |
| 17                                 | 2 апреля 2003                      | Босния и Герцеговина               | 0:2                                | —                                  | Чемпионат Европы 2004 (отбор)                                   |
| 18                                 | 30 апреля 2003                     | Украина                            | 1:0                                | —                                  | Товарищеский матч                                               |
| 19                                 | 18 февраля 2004                    | Турция                             | 1:0                                | —                                  | Товарищеский матч                                               |

Итого: 19 матчей / 1 гол; 14 побед, 3 ничьи, 2 поражения.

## Достижения
- Чемпион Греции: 2003/04
- Обладатель Кубка Греции: 2003/04